# Aischa bint Talha
Aischa bint Talha, arabisch عائشة بنت طلحة, DMG ʿĀʾisha bint Ṭalḥa, geb. vor 656, gest. im späten 7. / frühen 8. Jahrhundert, war eine Tochter des muslimischen Generals Talha ibn ʿUbaidallāh (gest. 656) sowie Ehefrau des Heerführers Musʿab ibn az-Zubair (gest. 691). Neben der religiösen islamischen Geschichtstradition wird sie als literarische Figur unter anderem in Tausendundeine Nacht und im Buch der Lieder von Abū l-Faradsch al-Isfahānī erwähnt.

## Leben

### Abstammung
Nach dem Kitāb aṭ-Ṭabaqāt al-kabīr (كتاب الطبقات الكبير / ‚Das große Klassenbuch‘) von Muhammad ibn Saʿd (784-845) war Aischa bint Talha die Tochter von Talha ibn ʿUbaidallāh und Umm al-Kulthum bint Abu Bakr, einer Tochter des ersten Raschidun-Kalifen Abu Bakr. Ihre Tante war damit Aischa bint Abi Bakr, die Lieblingsfrau des Propheten Muhammad. Ihr Vater starb im Jahr 656 in der Kamelschlacht auf Seiten ihrer Tante Aischa bint Abi Bakr zusammen mit al-Zubair ibn al-ʿAuwām, dem Vater ihres zweiten Ehemannes Musʿab ibn az-Zubair.

### Ehen
Sie war zunächst mit ihrem Cousin Abdullah, einem Sohn ihres Onkels Abd al-Rahman ibn Abu Bakr verheiratet. Später heiratete sie Musʿab ibn az-Zubair, der während der zweiten Fitna (680–692) im Jahr 691 als Heerführer  in der Schlacht von Maskin im Kampf gegen die Umayyaden fiel. Ihr dritter Ehemann wurde der Umayyaden-Feldherr Umar ibn Ubayd Allah ibn Ma'mar (gest. 702/703).

### Charakter
Aischa bint Talha wird in den Quellen als äußerst schöne und schlagfertige Frau beschrieben. Eine bekannte Erzählung besagt, dass ihr Gatte Musʿab ibn az-Zubair sie darum bat, den Gesichtsschleier (Niqab) zu tragen, was sie mit den Worten ablehnte: „Da der Allmächtige mir den Stempel der Schönheit aufgedrückt hat, ist es mein Wunsch, dass die Öffentlichkeit diese Schönheit sieht und dadurch seine Gnade an ihr erkennt. Deshalb werde ich mich auf keinen Fall verschleiern.“
Lynn Reese deutet dies als Beleg, dass ein allgemeines Verschleierungsverbot und ein Herausdrängen der Frauen aus dem öffentlichen Raum, zu diesem Zeitpunkt in der muslimisch-arabischen Welt nicht existierte. Zu dieser Einschätzung passen die Schilderungen in der Literatur, dass Aischa bint Talha sich regelmäßig mit Männern, insbesondere den Ghazal-Dichtern traf.

## Literarische Figur

### Rezeption in klassisch-arabischen Werken
Aischa bint Talha wird in der muslimischen Literatur, auch außerhalb religiös-geschichtlicher Werke, unter anderem bei ʿUmar ibn Abī Rabīʿa, Kut̲h̲ayyir ʿAzza, Ibn Kutayba und ʿUrwa b. al-Zubayr; sowie im Buch der Lieder von Abū l-Faradsch al-Isfahānī erwähnt.

### Tausendundeine Nacht
Die Liebe von Aischa bint Talha zu ihrem Mann Musʿab ibn az-Zubair wird in Tausendundeine Nacht in der Erzählung Die Liebe von Mus'ab ibn al-Zubair und Aischa bint Talha (ANE 113) thematisiert.